# Альваро Вадільйо
Альваро Вадільйо (ісп. Álvaro Vadillo, нар. 12 вересня 1994, Пуерто-Реаль) — іспанський футболіст, фланговий півзахисник клубу «Еспаньйол».

## Клубна кар'єра
Народився 12 вересня 1994 року в місті Пуерто-Реаль. Вихованець футбольної школи клубу «Реал Бетіс».
У дорослому футболі дебютував 2011 року виступами за команду «Реал Бетіс Б», того ж року почав залучатися до лав основної команди «Бетіса».
Згодом протягом 2016–2020 років захищав кольори «Уески» і «Гранади».
Влітку 2020 року на правах вільного агента став гравцем клубу «Сельта Віго», який вже у жовтні того ж року віддав його в оренду до «Еспаньйола».

## Виступи за збірні
2010 року дебютував у складі юнацької збірної Іспанії (U-17), загалом на юнацькому рівні за команди різних вікових категорій взяв участь у 20 іграх, відзначившись двома забитими голами.